# Сімович Василь Іванович

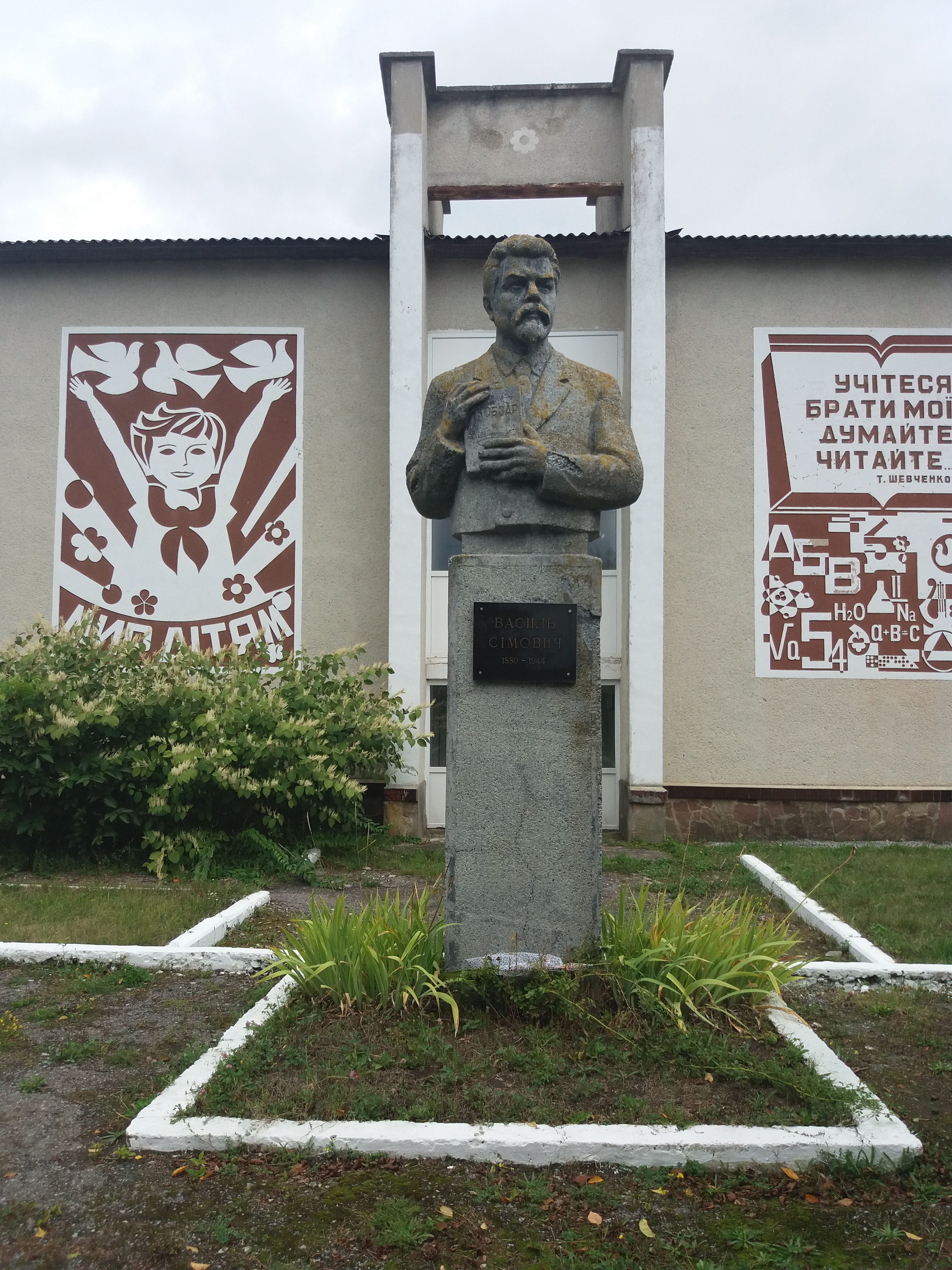
Пам'ятник філологу, мовознавцю, діячу культури Василю Сімовичу в селі Гадинківці

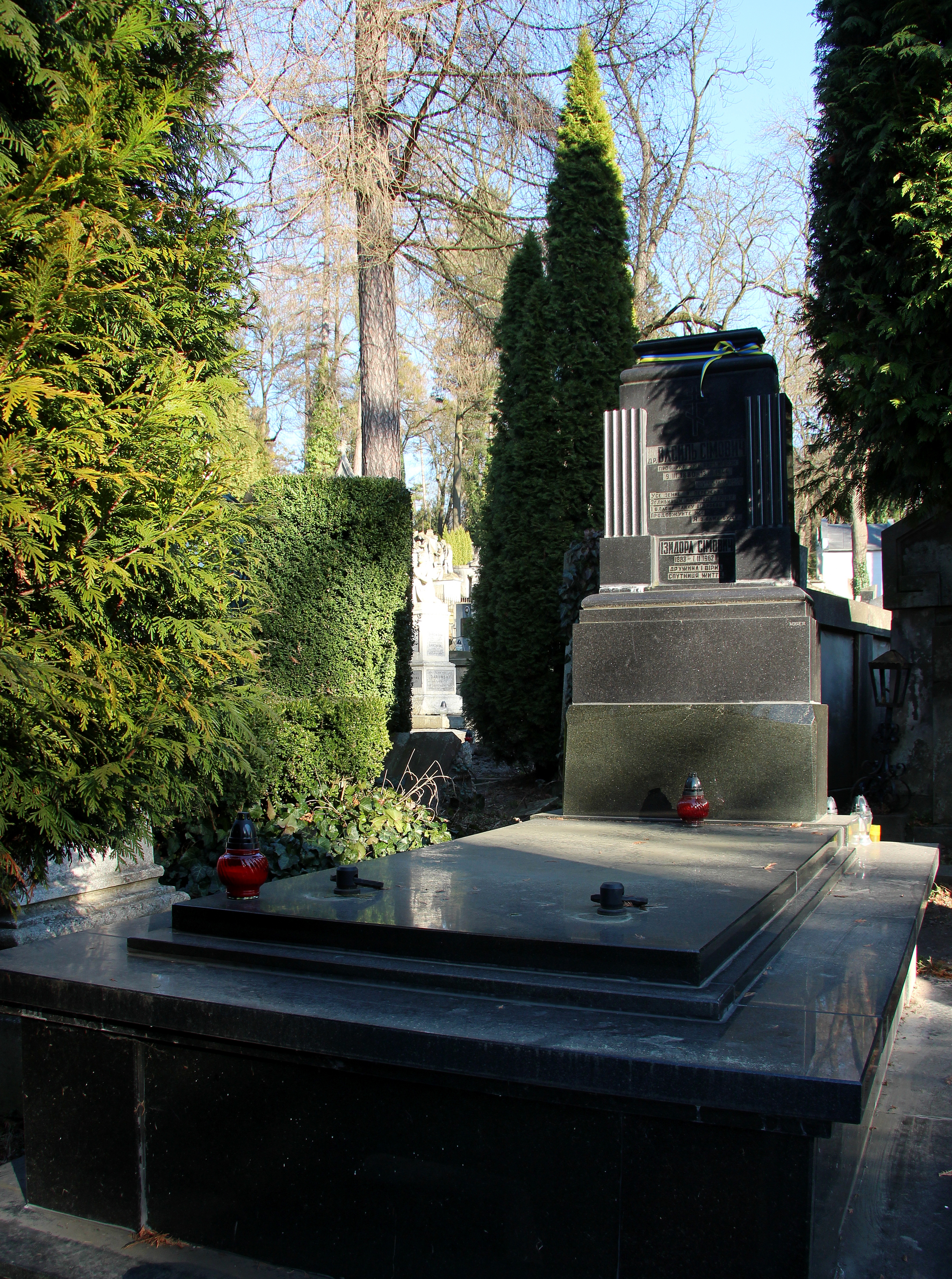
Гробівець родини Сімовичів на Личаківському цвинтарі

Васи́ль Іва́нович Сімо́вич (9 березня 1880, Гадинківці, Гусятинський район Тернопільська область — 13 березня 1944, Львів) — український мовознавець, філолог і культурний діяч, дійсний член НТШ (з 1923). Псевдоніми: Верниволя В., Сімартич, Васаген; крипт. — В. С., Вв., В-я., В., Сім-ич.

## Життєпис
Народився у багатодітній родині. Початкову освіту здобув у рідному селі, а потім у Станиславівській класичній гімназії (Івано-Франківськ) у 1899. Вступив до Чернівецького університету на філософський факультет, здобув спеціальність «українська, слов'янська та класична філологія». Став найкращим учнем Степана Смаль-Стоцького.
1902—1903 — співредактор видань РУП, що друкувалися у Чернівцях (журнали «Гасло», «Селянин» та ін.) та газети «Буковина». Входив до складу Спілки В. — гуртка укладачів виданого у Чернівцях 1912 під керівництвом Володимира Кміцикевича «Німецько-українського словника».
1914—1918 — співробітник Союзу Визволення України. Разом із С. Смаль-Стоцьким, Б. Лепким, А. Чайківським проводив у таборах полонених українців (що були розташовані у таких містах Німеччини та Австро-Угощини як Раштат, Вецляр, Зальцведель, Фрайштадт) культурно-освітню діяльність. Група організовувала курси для неписьменних, читальні, театральні трупи, трикласні народні школи. У новостворених народних університетах Василь Сімович викладав основи психології, давню українську літературу, логіку, історію педагогіки. Саме під час викладання у таборах була видана «Практична граматика української мови» (1918), яка вже у 2-му виданні (1920) ввібрала елементи наукової граматики.
1920—1923 — редактор «Української Накладні» Якова Оренштайна (Берлін).
1923—1933 — професор Українського Високого Педагогічного Інституту імені Драгоманова у Празі (1925 — проректор, завідувач кафедри української мови).
У 1939 році стає професором, завідувачем кафедри української мови у Львівському університеті. У липні 1941 обраний ректором, але німецька окупаційна влада не дозволила продовжити діяльність ВНЗ.
У важкі воєнні 1942—1943 роки В.Сімович очолив Науковий фонд при Українському Центральному Комітеті, аби допомогти талановитим молодим студентам продовжити вищу науку у університетах Праги, Відня, Берліна.
1941—1944 — редактор «Українського Видавництва».
Помер 13 березня 1944 року у Львові. Похований на Личаківському цвинтарі (поле 5, головна алея) біля дружини Ізидори Сімович.

## Наукова діяльність

### Мовознавство
Коло інтересів:
- українська історична антропонімія
- морфологія, фонетика української мови
- проблеми правопису
- культура мови та стилістика
- історія літературної мови

1911 року виходить праця «Дидактика. Доповнена основами логіки» С. Канюка, до якої В. Сімович укладає словник психологічних, логічних, дидактичних термінів.
З 1916 року видає такі посібники: «Поука для коректорів» (1916), «Коротенька українська правопись» (1917), «Як стати поукраїнському грамотним» (1919), що містять відомості з української орфоепії, орфографії, морфології, синтаксису, розраховані на якнайшвидше засвоєння мови.
Василь Сімович був учасником І з'їзду славістів-філологів у Празі (1929), з'їзду фонологів у Празі (1930), Міжнародного лінгвістичного з'їзду в Женеві (1931), з'їзду класичних слов'янських філологів (1931).
Окрім того, учений брав участь у роботі Празького лінгвістичного гуртка, Українського історико-філологічного товариства у Празі, був членом секції Української АН у Києві.
Членство у Празькому лінгвістичному гуртку та знайомство з фонологічною течією в мовознавстві вплинуло на мовознавчі переконання вченого. Він почав застосовувати фонологічний метод на ґрунті українського мовознавства. У цей період (1928—1939 рр.) виходять такі праці:
1. «Українське що» (1928)
2. «До морфології українських прикметників» (1933)
3. «Проблема гармонії складів в морфології слов'янських мов» (1938)
4. «Правописні системи Драгоманова» (1932)
5. «Йосиф Їречек і українська мова» (1932)[6]

В. Сімович був першим українським фонологом празького напряму, але сполучав ідеї структуралізму з гумбольдтіянсько-потебнянським підходом до мови як вияву духовності нації (про це свідчить його праця «Рідна мова й інтелектуальний розвій дитини», що висвітлює і досі актуальні питання з соціолгінгвістики).
Науковець порушував питання періодизації та становлення правопису. У 1934 році вийшла друком розвідка для Української загальної енциклопедії, у якій автор встановлює такі основні етапи правописної системи:
1. X—XIV вплив звукових процесів на письмову передачу;
2. XVI—XVII сковування усталення народної мови церковними правописними традиціями;
3. XVIII боротьба традиційного й фонетичного правописних принципів;
4. XIX правописні реформи Максимовича, Куліша, Драгоманова;
5. XX унормування української літературної мови 1919, 1927, 1933 рр. Наскрізно простежується у статті боротьба двох культурних впливів на українську мову: візантійського та західноєвропейського (латинського), що пояснюється географічними та політичними умовами розвитку української держави[7].

### Видавнича справа
1908 року молодий вчитель Василь Сімович вирішив допомогти Іванові Франку у перевиданні першоповісті "Петрії і Довбущуки" (журнал «Друг»). У постскриптумі до повісті письменник зізнається: 
«Знаючи хиби тої в молодих літах писаної повісті, я був би навіть не подумав передрукувати її, як би не предложення д. Василя Сімовича, професора учит. семінарії з Чернівців, який 1908 р., в часі, коли мене постигнуло нещастє чи щастє убезвладнення моїх рук, через посередництво д. В. Гнатюка попросив у мене дозволу передрукувати сю повість у видаваній ним „Бібліотеці для молодіжи“, яку він там дав переписати фонетичним правописом».

Видання «Кобзаря» Т. Г. Шевченка з поясненнями і примітками Василя Сімовича

1920 року вийшла упорядковане видання творів Івана Франка «З вершин і низин». Крім поезій з однойменної збірки, Василь Сімович додав «Зів'яле листя», кращі вірші зі збірок «Мій Ізмарагд», «Давнє й нове», «Із літ моєї молодості» та поеми «Панські жарти» й «Великі роковини». Вперше було здійснено хноронологічний покажчик поетичних творів Івана Франка.

В. Сімович здійснив перевидання «Кобзаря» Тараса Шевченка (1921 рік). Епіграфом до передмови слугували слова Бориса Грінченка:
«Перед широким світом»: «Нема чого нам тішитися, що ось, мовляв, маємо такого великого поета, що його в кожній селянській хаті розуміють і що на йому може виховуватися нарід. Ми справді маємо великого поета, але в селянській хаті його ще не знають або мало розуміють. Зробимо ж, щоб люди з тієї хати піднялися духовно стільки, щоб справді могли його зрозуміти».
У виданні твори Т. Шевченка розташовані у хронологічній послідовності, майже до кожного написана стисла передмова. Допоміжний апарат («Зміст „Кобзаря“ за азбукою») створено у вигляді алфавітного покажчика творів поета.

## Перекладацька діяльність
Першою перекладацькою спробою Василя Сімовича став роман Л. Толстого «Воскресіння». Твір друкувався в газеті «Буковина» впродовж 1899—1900 рр., а в 1901 р. у Чернівцях вийшло окреме його видання під назвою «Відродженє». У перше десятиліття ХХ ст. вийшли й інші переклади В. Сімовича з російської літератури: комедія М. Гоголя «Ревізор», «Весняні мелодії» М. Горького, «У великодню ніч» В. Короленка, «Семеро повішених» Л. Андреєва. Їхні видання ініціювали члени студентського товариства «Січ», представники якого зосереджували свою увагу на культурно-освітній, науковій праці серед буковинських українців. Товариство видавало свою «Бібліотеку», редактором якої був В. Сімович.

## Праці
- Сімович В. Рідне письменство: (що кожний українець повинен прочитати з рід. письменства) / др. Василь Сімович. — Відень: Накладом «Вістника політики, літ. й життя», 1918. — 30 с. [Архівовано 3 серпня 2020 у Wayback Machine.]
- Др. В.Сімович. Граматика української мови. — Київ-Ляйпціґ, 1919
- Сімович В. Граматика української мови: для самонавчання та в допомогу шкіл. науці / др. Василь Сімович. — 2-ге вид. з одмінами й додатками. — Київ ; Ляйпціг: Укр. накладня, [19–?]. — 583 с. : табл. [Архівовано 28 вересня 2020 у Wayback Machine.]
- Сімович В. На теми мови / др. Василь Сімович. — Прага ; Берлін: Нова Україна, 1924. — 45 с. [Архівовано 18 вересня 2020 у Wayback Machine.]
- Сімович В. Хрестоматія з пам'ятників староукраїнської мови (старого й середнього періоду до кінця XVIII стол.). — Прага, 1932.